# Liste der Bodendenkmale in Nörten-Hardenberg
In der Liste der Bodendenkmale in Nörten-Hardenberg sind die Bodendenkmale der niedersächsischen Gemeinde Nörten-Hardenberg aufgeführt. Die Quelle ist der Denkmalatlas Niedersachsen.
- Bitte beachten Sie, dass diese Liste keinen Anspruch auf Vollständigkeit erhebt. Die Angaben ersetzen nicht die rechtsverbindliche Auskunft der zuständigen Denkmalschutzbehörde.
- Der Stand der Liste ist der 3. Februar 2025.

Nörten-Hardenberg im Landkreis Northeim

## Allgemein
In den Spalten finden sich folgende Informationen des Bodendenkmales:
| Lage         | geographische Koordinaten                                                           |
| Bezeichnung  | Bezeichnung lt. Denkmalatlas                                                        |
| Beschreibung | Beschreibung lt. Denkmalatlas                                                       |
| ID           | Objekt-ID                                                                           |
| Bild         | Bild, ggf. zusätzlich mit Link zu weiteren Fotos im Medienarchiv Wikimedia Commons. |

## Angerstein
| Lage                        | Bezeichnung                  | Beschreibung | ID       | Bild |
| --------------------------- | ---------------------------- | --- | -------- | ---- |
| 51° 36′ 40″ N, 9° 57′ 12″ O | Angerstein 15, Scheibenkreuz | Scheibenkreuzstein aus Sandstein. Schräg in der Erde steckend. Erhaltene H. ca. 70 cm, Br. 55 cm, D. 20 cm. Auf der Vorderseite (nach NO) auf vertieftem Grund ein Scheibenkreuz, dessen Kreuzbalken sich tatzenkreuzartig verbreitern. Die Rückseite trägt keine Darstellung. Die Oberfläche zeigt geringe Scharrierspuren. Der Stein ist am NW-Rand angebrochen und vermörtelt. | 34818021 | BW   |

## Bishausen
| Lage                        | Bezeichnung             | Beschreibung | ID       | Bild |
| --------------------------- | ----------------------- | --- | -------- | ---- |
| 51° 37′ 37″ N, 9° 56′ 56″ O | Bishausen 12, Schanze   | Belagerungsschanze, sehr gut erhalten, Ausrichtung N-S mit Angriffsseite nach N, da ein Zugang über eine Erdbrücke von S erhalten ist. Das Kernwerk ist ungefähr 40 m lang und durchschnittlich 25 m breit. Die Gesamtausmaße, inkl. der Gräben betragen 80 × 60 m. Im N ist der Schanze eine Terrasse vorgelagert, die vermutlich zur Anlage gehört. Form eines Schildes mit gerader Kante im N und halbrundem Abschluss nach S. Die östl. Längsseite ist gegen den Berg durch einen 1,5 m hohen Wall gesichert, an der westl. Längsseite ist er weniger stark ausgeprägt. Bergaufwärts nach O, SO, S und SW mit zwei hintereinander gestaffelten heute noch 1 m tiefen und 5 m breiten Gräben gesichert, die durch eine 6 m breite Erdrippe getrennt werden. | 34820150 | BW   |
| 51° 37′ 48″ N, 9° 57′ 20″ O | Bishausen 2, Steinkreuz | Steinkreuz aus Sandstein; 193 × 103 × 24 cm. Auf der Vorderseite ist am Kopfteil ein 14 cm hohes und 11,5 cm breites Kreuz eingetieft, am unteren Teil des Schaftes ist ein 17 cm hohes Krukenkreuz eingerillt, und im Kreuzungsfeld eine andreaskreuzförmige Figur, die an einen vierzackigen Stein erinnert. Die Rückseite des Kreuzes sieht angewetzt und abgetreten aus. Der linke Kreuzarm ist 13 cm kürzer als der rechte. | 34818771 |      |

### Bishausen 3
- ID:34818773
- Grabhügelfeld.

| Lage                        | Bezeichnung | Beschreibung                                                                                                 | ID       | Bild |
| --------------------------- | ----------- | --- | -------- | ---- |
| 51° 37′ 29″ N, 9° 56′ 53″ O | Bishausen 3 | Größe ca. 12 × 15 m und Höhe ca. 0,5 m. Annähernd oval. Ränder flach auslaufend, besonders nach W.           | 34818798 | BW   |
| 51° 37′ 31″ N, 9° 56′ 57″ O | Bishausen 7 | Größe ca. 10 × 13 m und Höhe ca. 0,3 m. Annähernd oval. O-W orientiert. Sehr flach.                          | 34818799 | BW   |
| 51° 37′ 30″ N, 9° 56′ 58″ O | Bishausen 8 | Größe ca. 10 × 15 m und Höhe ca. 0,3 m. Annähernd oval. O-W orientiert. Sehr flach. Einige kopfgroße Steine. | 34818800 | BW   |
| 51° 37′ 29″ N, 9° 56′ 58″ O | Bishausen 9 | Durchmesser ca. 6 m und Höhe ca. 0,4 m. Rund. Tierbau nach Westen.                                           | 34818853 | BW   |

## Elvese
| Lage                       | Bezeichnung          | Beschreibung                                                                                   | ID       | Bild |
| -------------------------- | -------------------- | ---------------------------------------------------------------------------------------------- | -------- | ---- |
| 51° 40′ 9″ N, 9° 55′ 29″ O | Elvese 20, Grabhügel | Durchmesser ca. 6 m und Höhe ca. 0,5 m. Annähernd rund. Östl. Rand von Forstweg angeschnitten. | 34818674 | BW   |
| 51° 40′ 8″ N, 9° 55′ 28″ O | Elvese 21, Grabhügel | Durchmesser ca. 7 m und Höhe ca. 0,5 m. Annähernd rund.                                        | 34818675 | BW   |

## Nörten-Hardenberg
| Lage                        | Bezeichnung                                    | Beschreibung | ID       | Bild           |
| --------------------------- | ---------------------------------------------- | --- | -------- | -------------- |
| 51° 38′ 38″ N, 9° 55′ 23″ O | Nörten-Hardenberg 1, Burgwall                  | Burgwall mit abgerundet trapezförmigem Grundriss von max. 160 (N-S) × 120 m Fläche. Erhalten ist ein stark verschliffener Steinwall von bis zu 12 m Br. und max. 0,7 m H. Im O-Bereich durch Anlage eines Waldweges weitgehend zerstört. In den Fahrgeleisen finden sich im zerstörten Wall- bzw. Mauerbereich zahlreiche Steine und große Mörtelbrocken. Die 3 Wallgrabenschnitte der Ausgrabung 1969/70 liegen noch offen. Im W-Bereich führen Hohlwegspuren direkt am Burgwall vorbei in Richtung auf die im NW der Anlage vermutete Toranlage. Wegespuren setzen sich im Innenbereich in Richtung auf die NO-Ecke fort. Lt. M. Last (1971, s. Lit.) könnte hier möglicherweise ein zweites Tor gelegen haben. Im Gelände sind heute nur noch geringe Reste erhalten, von Unterholz und Himbeergestrüpp überwuchert. | 34819260 | BW             |
| 51° 37′ 46″ N, 9° 58′ 43″ O | Nörten-Hardenberg 4, Kreuzstein                | Stein aus anstehendem Buntsandstein, an einigen Stellen grob in Form gehauen (verwitterte Facetten) und mit zahlreichen eingeritzten Kreuzen versehen. L. ca. 1,2 m, Br. ca. 0,7 m, herausragende H. ca. 0,3 m. Die Bebilderung besteht aus einem zentralen Kreuz von 40 × 30 cm. Die übrigen mehr als 30 kleinen Kreuze haben zum größten Teil die Maße 10 × 8 cm. Alle Kreuze sind durch Schliff einige Millimeter eingetieft und verwittert. | 34818936 | BW             |
| 51° 37′ 49″ N, 9° 56′ 56″ O | Nörten-Hardenberg 10, Burgruine Hardenberg     | Burgruine Hardenberg (Hinterhaus). Höhenburg, die als eindrucksvolle Ruine erhalten ist. Die Burg ist von einer Ringmauer, die direkt auf den anstehenden Felsen aufgesetzt ist, und einem breiten und tiefen Graben im N und O geschützt. Die lichte Graben-Br. beträgt bis zu 20 m, die T. bis 5 m. Der Zugang erfolgte von N über eine Brücke. Nach der Erbteilung der Grafschaft Hardenberg im Jahre 1409 bewohnten beide Linien weiterhin die Burganlage, die damit zur Doppelburg wurde. Der Bereich des sog. Hinterhauses (=Mainzer Haus) wurde dann durch einen Graben getrennt vom sog. Vorderhaus. Direkt nördl. der Burg liegt der alte Keller, dessen Eingang mit einer gut erhaltenen Sandsteinmauer eingefasst ist. Die Aufgabe und der Verfall der Burg erfolgte nach Felseinstürzen im späten 17. und frühen 18. Jh. Das Tor zum Burghof und der achteckige ehemalige Treppenturm wurden 1840 restauriert bzw. neu wieder aufgemauert. Durch die Familie von Hardenberg wurden in den letzten Jahrzehnten bis 1998 umfangreiche Sanierungs- und Restaurierungsmaßnahmen an der Ruine durchgeführt. | 34816930 | Weitere Bilder |
| 51° 37′ 46″ N, 9° 56′ 54″ O | Nörten-Hardenberg 10, Abri (Felsschutzdach)    | Bezeichnung: Abri am Beverstein. Überkragendes Felsdach im Buntsandsteinfelsmassiv. Öffnung nach S. Die vermutlich eisenzeitlichen Keramikfunde weisen auf eine prähistorische Besiedlung des Abris hin. Etwaige ältere Nutzungen können nur durch eine archäologische Ausgrabung festgestellt werden. Das Abri ist in die zu schützende Fläche der Burg Hardenberg einbezogen. Mit aussagekräftigen archäologischen Befunden und Funden ist zu rechnen. | 34818351 | BW             |
| 51° 39′ 12″ N, 9° 55′ 33″ O | Nörten-Hardenberg 18, Burgwall II im Leineholz | Burgwall von annähernd rechteckigem Grundriss mit abgerundeten Ecken, der das Plateau des Rammelsberges umschließt. Gr. L . 180 – 200 m (W-O); gr. Br. ca. 150 m. Obertägig sehr stark verschliffen. Im N, W, SW und im SO zeichnet er sich als massive Steinkonzentration von wechselnder Dichte im Gelände ab. Die erhaltene H. liegt bei max. 0,4 m, die Br. bei ca. 3 m (im NW). | 34819347 | BW             |
| 51° 37′ 53″ N, 9° 57′ 4″ O  | Nörten-Hardenberg 21, Schanze                  | Die Belagerungsschanze liegt auf einem kleinen Absatz im Hang des Burgbergs in 200 m Entfernung zur Burg und ca. 25 m oberhalb von ihr. Es handelt es sich um eine 50 × 45 m große Wallanlage. Im Westen und Osten wird sie von bis zu 1,5 m hohen, terrassierten Hängen begrenzt. Im Süden geht die Böschung in den Hang über, im Norden, auf der der Burg abgewandten Seite, existiert nur eine flache Mulde. Ungewöhnlich sind zwei Öffnungen im Südwesten, die in Richtung Burgruine zielen. Sie kommen als Standort für Geschütze in Frage. | 46713453 | BW             |
| 51° 37′ 52″ N, 9° 56′ 13″ O | Nörten-Hardenberg 23, Stadtbefestigung         | Jüngere, beträchtlich nach S erweiterte spätmittelalterliche Stadtbefestigung. Größte Ausdehnung der vom Wall umgebenen Fläche ca. 510 (N-S) × 340 m. Der ehemals vorhandene Graben ist komplett verfüllt, der Wall ist in mehreren Teilstücken in unterschiedlicher Ausprägung erhalten. Im Bereich des Friedhofes ist der Wall gut erhalten. Sohl-Br. ca. 15 m; H. bis 1 m, nach N bis 1,5 m. Im südwestl. Endbereich flach auslaufend. - Teilstück ID: 34819624 - Teilstück ID: 34819625 - Teilstück ID: 34819626 | 34819569 | BW             |
| 51° 37′ 44″ N, 9° 56′ 46″ O | Nörten-Hardenberg 39, Wegespur                 | Lt. Denecke (1969, s. Lit.) historische Wegespur. L. in Nörten-Hardenberg insgesamt ca. 3,6 km. Tw. markante Wegespur, ca. 1,5 m, teilweise bis 2 m tief in den SW-Hang der Hohen Steyer eingeschnitten, über eine L. von mind. 10 m Radspuren von je ca. 5 cm Br. bis zu 10 cm tief in den anstehenden Felsen eingefahren, Spur-Br. 1,45 m. | 34819588 | BW             |

### Nörten-Hardenberg 5
- ID:34818937
- Von ursprünglich etwa 16 Grabhügeln auf einer Fläche von ca. 250 × 250 m Ausdehnung sind noch sieben erkennbar (Dm. 5 – 10 m, H. 0,2 – 0,5 m). Überwiegend Steinhügel, möglicherweise auch Erdhügel. Drei zeigen Spuren alter Raubgrabungen.

| Lage                        | Bezeichnung          | Beschreibung | ID       | Bild |
| --------------------------- | -------------------- | --- | -------- | ---- |
| 51° 37′ 46″ N, 9° 58′ 43″ O | Nörten-Hardenberg 5  | Durchmesser ca. 5 m und Höhe ca. 0,3 m. Annähernd rund.                                                         | 34818938 | BW   |
| 51° 37′ 47″ N, 9° 58′ 42″ O | Nörten-Hardenberg 12 | Durchmesser ca. 6 m und Höhe ca. 0,2 m. Annähernd rund. Kuppenmulde. Östl. Bereich eingesunken bzw. abgetragen. | 34818962 | BW   |
| 51° 37′ 48″ N, 9° 58′ 40″ O | Nörten-Hardenberg 13 | Durchmesser ca. 7 m und Höhe ca. 0,3 m. Annähernd rund. Kuppenmulde. Einige Steine.                             | 34818963 | BW   |
| 51° 37′ 49″ N, 9° 58′ 39″ O | Nörten-Hardenberg 14 | Durchmesser ca. 6 m und Höhe ca. 0,3 m. Steinhügel. Annähernd rund.                                             | 34818992 | BW   |
| 51° 37′ 47″ N, 9° 58′ 37″ O | Nörten-Hardenberg 15 | Durchmesser ca. 10 m und Höhe ca. 0,5 m. Steinhügel. Annähernd rund. Einkuhlungen.                              | 34818993 | BW   |
| 51° 37′ 46″ N, 9° 58′ 36″ O | Nörten-Hardenberg 16 | Durchmesser ca. 6 m und Höhe ca. 0,5 m. Rund. Kuppenmulde.                                                      | 34818994 | BW   |
| 51° 37′ 46″ N, 9° 58′ 34″ O | Nörten-Hardenberg 17 | Durchmesser ca. 6 m und Höhe ca. 0,4 m. Annähernd rund. Im nordöstl. Bereich eine Steinplatte.                  | 34819024 | BW   |

## Sudershausen
| Lage                       | Bezeichnung                | Beschreibung                                             | ID       | Bild |
| -------------------------- | -------------------------- | -------------------------------------------------------- | -------- | ---- |
| 51° 39′ 12″ N, 10° 1′ 6″ O | Sudershausen 9, Grabhügel  | Durchmesser ca. 5 – 6 m und Höhe ca. 2 m.                | 34819025 | BW   |
| 51° 39′ 12″ N, 10° 1′ 6″ O | Sudershausen 10, Grabhügel | Durchmesser ca. 5 – 6 m und Höhe ca. 2 m.                | 34819026 | BW   |
| 51° 39′ 13″ N, 10° 1′ 5″ O | Sudershausen 28, Grabhügel | Durchmesser ca. 10 m und Höhe ca. 0,3 m. Annähernd rund. | 34819207 | BW   |